# Lendi Vexer
Lendi Vexer ist eine Trip-Hop-Band aus Argentinien. Sie wurde im Jahr 2000 gegründet und besteht aus Natalie Naveira (* 1976) und Diego „DG“ Guiñazu. Bei Live-Auftritten kommen verschiedene Gastmusiker hinzu.

## Geschichte
Die erste EP mit vier Songs wurde 2002 im eigenen Studio aufgenommen, 2004 erschien eine Neuauflage mit einem zusätzlichen Song. Remixes entstanden von The Crimson Underground für das Titelstück Suicidal Adage und vom australischen DJ Tom Bollinger für den Song Nothing Was Special. 2005 dienten die Songs von Lendi Vexer als Soundtrack für Episode 10 der Serie The Scene. Der Song Tribute to Desolation erschien auch auf der Kompilation Wicked Electronic Beats Vol. 1. Im Jahr 2007 erschien das Album The Process of Disillusion mit 13 Songs beim argentinischen Label Stereotape Records. Es wird international von der amerikanischen Firma Super D Records vermarktet.

## Stil
Die Band sieht sich als Vertreter eines „old school Bristol sound“, gekennzeichnet durch melancholische Liedtexte und Verwendung elektronischer Instrumente wie des Theremin.  

## Diskografie
- 2004: Suicidal Adage (EP)
- 2007: The Process of Disillusion (Album)
- 2013: Princess of Nothingness (EP)